# There Must Be More to Life Than This
There Must Be More to Life Than This – piosenka autorstwa Freddiego Mercury’ego, która znalazła się na albumie Mr. Bad Guy (1985).
W 2014 roku piosenkę w wykonaniu zespołu Queen i Michaela Jacksona, zremiksowaną i wyprodukowaną przez Williama Orbita, wydano na singlu promującym album kompilacyjny Queen Forever. W pierwszej połowie lat 80. XX w. było kilka prób nagrania tego utworu, jednak nigdy nie ukończono go. Singlowa wersja utworu zawiera materiał zarejestrowany w 1981 roku podczas sesji Queen, z udziałem Johna Deacona na gitarze basowej, na potrzeby albumu Hot Space (1982).

## Wersja Queen + Michael Jackson

### Notowania

#### Listy przebojów w Polsce
- Lista Przebojów Radia Merkury: 1[2]
- Złota Trzydziestka Radia Koszalin: 1[3]
- Lista przebojów Radia Katowice: 15[4]
- Lista Przebojów Trójki: 19[5]